# Rasmus Thelander
Rasmus Thelander (Copenaghen, 9 luglio 1991) è un calciatore danese, difensore dell'Omonia Aradippou.

## Caratteristiche tecniche
È un difensore centrale.

## Palmarès

### Club
- Coppa di Danimarca: 1

Aalborg: 2013-2014
- Campionato danese: 1

Aalborg: 2013-2014
- Coppa Svizzera: 1

Zurigo: 2017-2018